# 21645 Ченесайвей
21645 Ченесайвей (21645 Chentsaiwei) — астероїд головного поясу, відкритий 14 липня 1999 року.
Тіссеранів параметр щодо Юпітера — 3,382.